# ICQ
ICQ (Homophon für englisch I seek you ‚Ich suche dich‘) war ein Instant-Messaging-Dienst. Ab 1998 gehörte ICQ dem US-amerikanischen Unternehmen AOL, wurde im April 2010 jedoch an die russische Mail.ru Group verkauft. Ab 2020 wurde der Dienst unter dem Namen ICQ New geführt. Benutzer konnten damit über das Internet miteinander chatten oder zeitverschobene Nachrichten versenden. Das verwendete proprietäre, aber von AOL offengelegte Netzwerkprotokoll heißt OSCAR. ICQ stand in der Kritik, eine Adware zu sein, weil es unter anderem ohne Einwilligung der Benutzer deren Browser-Startseite und -Suchmaschine änderte. Am 26. Juni 2024 wurde der Dienst eingestellt.

Anmeldefenster von ICQ 7

## Geschichte
Die erste ICQ-Software wurde im November 1996 vom israelischen Startup-Unternehmen Mirabilis veröffentlicht. Es wurde von den vier israelischen Studenten Yair Goldfinger, Arik Vardi, Sefi Vigiser und Amnon Amir entwickelt. ICQ, das als erster internetweiter Instant-Messaging-Dienst im heutigen Sinne gilt, breitete sich rasch aus, weil es damals keine vergleichbare, nur einen Internetzugang voraussetzende Software auf dem Markt gab und das Programm kostenlos erhältlich war.

„Wir hatten alle keinen Job. Was sollten wir tun? Warten, bis uns jemand einstellt, oder selbst etwas unternehmen?“

Logo von ICQ (1998–2014)

America Online (AOL) kaufte Mirabilis im Juni 1998 für 407 Millionen US-Dollar. Zu Beginn des Jahrtausends hatte ICQ eine Nutzerschaft von weit mehr als 100 Millionen und war damit Marktführer im Bereich Instant Messaging. Am 19. Dezember 2005 gab AOL Time Warner bekannt, dass ICQ ein Patent für Instant Messaging zugesprochen bekommen hat.
Ende April 2010 wurde bekannt, dass AOL ICQ für 187,5 Millionen US-Dollar an das russische Investmentunternehmen Digital Sky Technologies verkauft hat. Im September 2010 benannte sich das Unternehmen von Digital Sky Technologies in Mail.ru Group um. In diesem Jahr hatte ICQ nur noch 42 Millionen Nutzer.
Im Januar 2009 wurde ICQ erstmals als App für die mobile Nutzung auf dem iPhone von Apple herausgebracht. Im Juli 2010 folgte eine App-Version auch für Android und im März 2012 für das Windows Phone. Durch die Etablierung sozialer Netzwerke wie Facebook oder Twitter (X) und Messenger wie WhatsApp oder Telegram war die Zahl der aktiven ICQ-Nutzer jedoch weiterhin stark rückläufig. 2013 zählte ICQ nur noch 11 Millionen Nutzer.
Ab Version 10, welche im März 2016 erschien, werden der Chat-Verlauf synchronisiert, Gruppen- sowie Videochats möglich, und der Versand von Dateien ist bis zu einer Größe von 4 GB möglich.
Ab dem 28. Dezember 2018 unterstützte ICQ das OSCAR-Protokoll nicht mehr, wodurch alternative Clients wie z. B. Pidgin nicht mehr für ICQ genutzt werden konnten.
Ab dem Relaunch am 7. April 2020 wurde der Dienst unter dem Namen ICQ New geführt.
Im Mai 2024 wurde öffentlich, dass am 26. Juni 2024 der Betrieb von ICQ endgültig eingestellt werden soll. Mittlerweile war bei einem Login-Versuch nur noch eine Fehlerseite zu sehen. Die Bedeutung von ICQ war zuletzt sehr gering, obwohl die letzten Versionen des Messengers mit Gruppenchats, Audio- und Videotelefonie alle Funktionen neuerer Konkurrenten integriert hatten. Eine systematische Datenspeicherung wurde nicht angeboten.

## ICQ-Nummern
Ein Nutzer wurde anhand seiner ICQ-Nummer identifiziert, die somit eine eindeutige Unique Identification Number (UIN) darstellte. Sie wurde bei der Registrierung vergeben und war passwortgeschützt.
2009 waren über 470 Millionen Nutzer bei ICQ registriert. Das war jedoch nicht die tatsächlich aktive Nutzerzahl, da Nutzer mehrere Nummern besitzen können und die Registrierung nichts über die tatsächliche, aktive Nutzung aussagt.
Die Nummernfolge der ICQ-UINs beginnt bei 10.000, erhöht sich fortlaufend. Sechsstellige ICQ-Nummern sind eine Seltenheit und wurden damals im Internet für Beträge bis 250 Euro verkauft. Fünfstellige ICQ-Nummern besitzen nur Entwickler der ICQ-Software. Sie wurden damals aber gelegentlich bei Onlineauktionen für mehrere Hundert Euro angeboten.
Aufgrund des zunehmenden Diebstahls von kurzen oder besonders attraktiven ICQ-UINs mittels Phishing- oder Brute-Force-Attacken reagierte Mirabilis 1999 mit einer Verbesserung des ICQ Password Retrieval Systems, das das Passwort einer UIN an die im Profil eingetragene primäre E-Mail-Adresse verschickt. Seither wurden ebenfalls zurückliegende E-Mail-Adressen gespeichert, die beispielsweise von Hackern verändert wurden. Somit war es möglich, eine gestohlene ICQ-UIN mit verfälschter primärer E-Mail-Adresse nach einem Diebstahl (oder nach Erwerb über zum Beispiel ein Online-Auktionshaus) zurückzuerlangen. Lediglich ICQ-UINs, die niemals zuvor oder lediglich vor 1999 mit einer E-Mail-Adresse assoziiert waren, waren von dieser Möglichkeit ausgeschlossen. Dieser Trick wurde gelegentlich auf ahnungslose Käufer von ICQ-UINs angewendet.
Des Weiteren hatten ICQ-Nutzer die Möglichkeit, kostenlos eine E-Mail-Adresse mit der Endung „@icqmail.com“ zu registrieren.
Besondere ICQ-Nummern
AOL betrieb unter der ICQ-Nummer 12111 mit dem Nickname ICQ System einen Bot. Alle Benutzer mit ICQ 6 oder ICQ 5.1 hatten diesen Bot automatisch in ihrer Kontaktliste. Bei alternativen Clients wurde in der Regel nachgefragt, ob man den Benutzer hinzufügen möchte.
Weitere besondere Nummern sind: 10000 (Москва Кремль – Moskauer Kreml) und 10111 (ICQ System).

## Eigenschaften der Software

### Versionen
- Lite-Version: Moderner als Pro-Version und mit Xtraz ausgestattet. ICQ Lite ist im Gegensatz zu ICQ Pro in vielen Sprachen verfügbar.
- ICQ2Go: Das offizielle Java-Applet ICQ2Go! lässt sich von jedem PC aus bedienen, auf dem ein Browser installiert ist, der Java oder Flash unterstützt, auch wenn sich sonst keine ICQ-Software auf dem PC befindet. Es unterstützt nur das Versenden von SMS und Textnachrichten, ist jedoch vor allem in Internetcafés oder auf fremden PCs von Nutzen. Man kann es weltweit per Internet aufrufen und so von überall mit Leuten chatten. Die Flash-Variante von ICQ2Go wurde Mitte Juni 2008 erneuert und bietet nun RTF-Nachrichten von ICQ6, ein neues moderneres Design und erlaubt das Verwenden von ICQ6-Statusnachrichten.
- Pro-Version: Enthält viele Funktionen. ICQ Pro gibt es nur in englischer Sprache und wird nicht mehr weiterentwickelt. Die letzte Version ist ICQ Pro 2003b vom 23. Oktober 2003.
- ICQ 5: ICQ Voice-Chat, Push2Talk etc.
- ICQ 6: Erschien am 17. April 2007.
- ICQ 6.5: Erschien am 27. November 2008 und ergänzt ICQ 6 um sogenannte „Open Xtraz“. ICQ 6.5 ist derzeit in zehn Sprachen erhältlich. Neben dem „offiziellen“ ICQ 6.5 gibt es mehrere Partnerversionen. ICQ 6.5 befindet sich derzeit noch als einzige ICQ-Version (nach 2006) in der Entwicklung.
- ICQ 7 Lite: Eine Version, die derzeit nur auf dem russischen Markt angeboten wird, jedoch mithilfe eines Patches auch in Deutschland genutzt werden kann.
- ICQ 7: Erschien am 19. Januar 2010. Zu den Neuerungen zählen neben einem neuen Design die Verknüpfung mit Online-Communitys wie zum Beispiel Facebook und Twitter.
- ICQ 10.0: Erschien am 17. März 2016.
- ICQ for iPhone: Das Programm wird im iTunes Store angeboten.
- ICQ for Blackberry: Kann exklusiv über das Blackberry[20] erworben werden.
- ICQ for Windows Mobile: GM (v1.0.23.1): Erschien am 3. November 2009. Version für Windows Mobile.
- ICQ for Mac und ICQ for Linux: In Adobe AIR realisierte Versionen für Computer mit Linux- bzw. Mac-Betriebssystem. Somit ist es seit Ende Mai 2011 zum ersten Mal möglich, unter Linux einen offiziellen ICQ-Client zu verwenden. Für Mac-Betriebssysteme gab es zuvor nur eine seit 2002 nicht mehr veränderte Version.[21]
- ICQ new: Letzter (zum 1. Februar 2021) von Mail.Ru entwickelter Messenger.[22]

### Skins
Während das Erscheinungsbild von ICQ bereits in frühen Programmversionen mittels Zusatzsoftware verändert werden konnte, implementierte AOL erstmals in der Fünfer-Version eine echte Unterstützung für sogenannte Skins. Zwar war das Angebot der offiziellen Skins sehr gering, jedoch hatten ICQ-Nutzer die Möglichkeit entdeckt und begonnen, mit der Software SkinBuilder eigene, kompatible Skins zu erstellen. Diese .skn-Dateien wurden dazu in den Skins-Ordner der ICQ-Installation kopiert und anschließend in den Programmeinstellungen aktiviert. Außerdem enthielten verschiedene ICQ-Editionen, zum Beispiel die ProSieben-Edition oder die Sat.1-Edition, eigene Skins.
Ab Version 6 basierte die Software auf einer neuen Umgebungsstruktur (Boxely), die es Benutzern ermöglicht, eigene Skins zu erstellen. Diese kamen als sogenannte Pakete in einen Ordner namens Packages, der sich im Installationsverzeichnis von ICQ 6 befand.
Ab Version 7 konnte der Nutzer ICQ in beliebiger Farbe darstellen lassen. Dazu mussten keine Packages oder Zusatzsoftware geladen werden.

### „Xtraz“
In der Lite-Version von ICQ waren zusätzliche Funktionalitäten enthalten, sogenannte Xtraz. Damit folgte ICQ dem Trend, den Microsoft mit dem Windows Live Messenger und Yahoo mit dem Yahoo Messenger (eigentlich Yahoo! Instant Messenger) eingeläutet hatten, mehr als nur Instant Messaging zu bieten.
Dazu gehörten unter anderem:
- Verschiedene Spiele, die alleine oder zu zweit gespielt werden konnten, zum Beispiel Pool (Poolbillard-Simulation mit Punktesystem), Checkers, Backgammon (mit Punktesystem), Warsheep (Taktisches Rundenstrategiespiel), Vier gewinnt, Slide-a-lama (Im Stil von Vier gewinnt gehaltenes Rundenspiel), RPS (Rock-Paper-Scissors; zu deutsch Schere, Stein, Papier) und Zoopaloola.

Mit Version 5 kamen folgende Funktionalitäten hinzu:
- Push 2 Talk (IP-Telefonie),
- ICQ Video Chat (Video-Chat mithilfe einer Webcam).

### „Open Xtraz“
Open Xtraz waren kleine Anwendungen, die von ICQ-Benutzern selbst entwickelt werden konnten. Zu den ersten verfügbaren Open Xtraz gehören zum Beispiel „See Too“ zum gemeinsamen Ansehen von Videos, das Fotoalbum „pazAlbum“ oder die Bookmarkverwaltung „ICQ Favorites“.

## Protokoll
Das ICQ-Protokoll namens OSCAR baute auf TCP auf. Nachdem Mirabilis von AOL aufgekauft worden war, wurde das ICQ-Protokoll stark an das Protokoll des AOL Instant Messengers angepasst. So wurden die ICQ-Nummern intern als Screennamen gespeichert. Durch diese Maßnahme war es möglich, mit beiden Messengern jeweils auch Nutzer des anderen Messengers zu kontaktieren.
Das ICQ-Übertragungsprotokoll wurde hin und wieder verändert, woraufhin Clients von Drittherstellern meist Verbindungsschwierigkeiten bekamen. Eine Änderung wurde beispielsweise im Februar 2006 durchgeführt, wodurch unter anderem Trillian und Miranda IM Probleme beim Empfang von Nachrichten bekamen. Aktualisierungen für die beiden Clients, die das Problem behoben, wurden jedoch einige Tage später bereitgestellt. Die Originalsoftware und andere alternative Clients blieben von dieser Änderung unbehelligt.
Ein weiteres Problem ist, dass über den offiziellen Server mitunter Versionsnummern von älteren Clients gebannt werden. Das betrifft aber auch alternative Clients, da diese sich als eine bestimmte Version des originalen ICQ-Clients ausgeben müssen. In besonderer Härte wurde das am 11. Juli 2006 durchgeführt, worauf ein Großteil alternativer Clients sich nicht mehr verbinden konnten. Durch eine minimale Programmänderung (Aktualisierung der übertragenen Informationen der Clients) konnten solche Probleme aber in kürzester Zeit behoben werden.
Auch am 28. Mai 2008 wurde eine tiefgreifende Änderung am Loginvorgang durchgeführt, wodurch ab diesem Zeitpunkt der Login nur zusammen mit einer MD5-Checksumme möglich war. Deshalb konnten sich viele alternative Clients, aber auch alle ICQ-Versionen niedriger als sechs, nicht mehr mit dem ICQ-Netzwerk verbinden. Durch Aktivierung des „sicheren Logins“ ließ sich das Problem bei alternativen Clients beheben, Nutzer früherer ICQ-Versionen (vor ICQ 6) konnten sich nach wenigen Stunden wieder nach wie vor mit ihren Daten einloggen.
ICQ startete einen Test mit dem offenen Protokoll XMPP, stellte aber den Testbetrieb Anfang 2008 nach Bekanntwerden wieder ein.

## Kritik

### Datenschutz in den Nutzungsbedingungen
Bei den vom Betreiber ICQ Inc. am 7. Juni 2000 festgelegten Nutzungsregeln verzichtete der Benutzer auf alle seine geistigen Eigentumsrechte an den über den ICQ-Service zugänglich gemachten Daten, was z. B. beim Senden von Informationen und Dateien durch Instant Messaging der Fall war.
Auszug aus den Nutzungsbedingungen:

“You agree that by posting any material or information anywhere on the ICQ Services and Information you surrender your copyright and any other proprietary right in the posted material or information. You further agree that ICQ Inc. is entitled to use at its own discretion any of the posted material or information in any manner it deems fit, including, but not limited to, publishing the material or distributing it.”

„Sie stimmen zu, dass Sie Ihr Urheberrecht sowie jegliche andere Eigentumsrechte an gesendetem Material durch das Senden aufgeben. Des Weiteren stimmen Sie zu, dass ICQ Inc. befugt ist, nach eigenem Ermessen jegliches gesendete Material oder gesendete Informationen in jeder Art und Weise zu benutzen, beispielsweise, aber nicht ausschließlich, indem es das Material veröffentlicht oder verbreitet.“

In der „Privacy Policy“ (Datenschutzerklärung) heiß es hingegen:

“Your ICQ Services Information will not be shared with third parties unless: – You have published such information in Public Areas …”

„Informationen über Ihre ICQ-Dienste werden nicht an Dritte weitergegeben, es sei denn Sie haben diese Informationen in öffentlich zugänglichen Bereichen veröffentlicht.“

Der oben genannte Absatz bezog sich allerdings auf ICQ Service Information, die wie folgt definiert war:

“When you register with and/or use the ICQ Services, you may provide ICQ with, or ICQ may otherwise obtain personally identifiable information (your “ICQ Services Information”).”

„Wenn Sie sich bei ICQ anmelden und/oder die ICQ-Dienste benutzen, kann es sein, dass Sie ICQ persönliche Daten zur Verfügung stellen, oder dass ICQ diese Daten auf andere Art und Weise erhält (Ihre „ICQ-Dienste-Information“).“

Dieser Absatz bezog sich also nur auf die Informationen, die der Nutzer über sich selbst angibt bzw. die ICQ über den Nutzer sammelt. Er bezog sich allerdings nicht auf den Inhalt von Instant-Messaging-Nachrichten. Es war demnach unklar, wie es um die Vertraulichkeit des Inhalts von IM-Nachrichten steht. Dabei behielt sich ICQ vor, diese Daten Strafverfolgungsbehörden zur Verfügung zu stellen.

### Nutzung alternativer Clients
ICQ gestattete nicht die Nutzung seiner Dienste über andere Client-Software; hierzu ein Auszug aus dem Endbenutzer-Lizenzvertrag:

“You agree not to (1) create or use any software other than the Software provided by ICQ or by America Online, Inc., or any affiliate thereof, to enter your ICQ number and password or to access the ICQ Services, without the express written authorization of ICQ; (2) extract information from the ICQ Services, reverse engineer, decompile, disassemble, alter, duplicate, make copies, create derivative works from, distribute or provide others with the Software, the ICQ communications protocol or any information available on, derived or extracted from the ICQ Services, or any part thereof; (3) block, disable or otherwise affect any advertising, advertisement banner window, links to other sites and services, or other features that constitute an integral part of the Software and ICQ Services; (4) connect, use, attempt to connect or use in any way the ICQ Services, for any commercial purpose and any other purpose that is not for your private personal use in good faith and as explicitly offered on the ICQ Web site; and (5) incorporate, integrate or otherwise include the Software or any portion thereof (including the ICQ communications protocols) into any software, program or product that communicates, accesses, or otherwise connects with the ICQ Service or any other instant messaging, Internet, or online service.”

„Sie stimmen zu, weder (1) Software zu erstellen oder zu nutzen, die nicht von ICQ, America Online, Inc. oder ihrer Partner bereitgestellt wurden, um ihre ICQ-Nummer und Passwort einzugeben oder die ICQ-Dienste zu nutzen ohne die ausdrückliche Genehmigung von ICQ; (2) Informationen aus den ICQ-Diensten zu extrahieren, rückzuentwickeln, zu dekompilieren, zu disassemblieren, zu verändern, zu duplizieren, zu kopieren, abgeleitete Werke zu erstellen, zu verbreiten oder anderen die Software, das ICQ-Kommunikationsprotokoll oder jeglicher erhältlichen, abgeleiteten oder extrahierten Informationen oder Teilen darüber zur Verfügung zu stellen; (3) Werbung, Werbebannerfenster, Links zu anderen Seiten oder Diensten oder andere Funktionen, die als integraler Teil der Software und ICQ-Diensten gelten, zu blockieren, zu deaktivieren oder auf irgendeiner anderen Weise zu beeinflussen; (4) zu den ICQ-Diensten in irgendeiner Weise zu verbinden, zu nutzen, versuchen zu verbinden oder zu nutzen für kommerzielle Absichten oder jegliche Absichten, die nicht dem privaten, persönlichen Gebrauch mit gutem Vorsatz entsprechen oder nicht explizit durch die ICQ-Webseite erlaubt werden; und (5) Software oder Teile davon (sowie die ICQ-Kommunikationsprotokolle) in andere Software, Programme oder Produkte, welche mit den ICQ-Diensten oder einem anderen Instant Messaging-, Internet- oder Onlinedienst kommunizieren, ansteuern oder in irgendeiner anderen Art verbinden, zu integrieren, einzugliedern oder auf andere Weise einzuarbeiten.“

Die Rückentwicklung und Reimplementierung war entgegen den obigen Abschnitten des Endbenutzer-Lizenzvertrages im Rahmen des deutschen Urheberrechts § 69e erlaubt. Die Nutzung der entstandenen Software im Zusammenhang mit den Diensten von America Online/ICQ Inc. widersprach aber weiterhin dem Endbenutzer-Lizenzvertrag, wenn diese nicht explizit von ICQ Inc./AOL lizenziert wurden. Momentan waren nur AIM, ABV-ICQ, Atlas-ICQ, Bigmir-ICQ, ICQ, ICQ2GO, ProSieben-ICQ, Rambler-ICQ und Sat1-ICQ offiziell lizenzierte bzw. offiziell modifizierte Clients. Andere durften laut Lizenzvertrag nicht mit den ICQ-Diensten genutzt werden.
Während die Nutzung alternativer Clients nicht den Lizenzbedingungen entsprach, war sie doch verbreitet – insbesondere war es Nutzern so möglich, bei Nutzung verschiedener Messenger nur einen (alternativen) Client nutzen und installieren zu müssen. Ab Ende 2018/Anfang 2019 war dies jedoch nicht mehr möglich.

### Sicherheitslücken
Im Februar 2008 wurde eine Sicherheitslücke in ICQ 6 Build 6043 bekannt, die versierte Nutzer ausnutzen konnten, um beliebigen Schadcode auszuführen. Sie wurde Mitte März mit einem Zwangsupdate von ICQ6 geschlossen. Der Spam-Schutz von ICQ6 blockiert nun potenziellen Schadcode, der diese Sicherheitslücke ausnutzte.

### Mangelnde Transparenz
Die Nichteinsehbarkeit des Quelltextes von ICQ wurde als problematisch und als Risiko für Sicherheit, Anonymität und Privatsphäre der Benutzer angesehen. Dieses Problem teilte ICQ mit fast allen anderen Instant-Messaging-Netzwerken. In Verbindung mit den in Bezug auf alternative Clients restriktiven Nutzungsbedingungen, der zentralisierten Architektur und dem nichtoffenen Protokoll bedeutete das auch eine unbedingte Abhängigkeit der ICQ-Teilnehmer von Mirabilis.

### Fehlende Verschlüsselung
ICQ bot nur ein Scrambling der übertragenen Daten, der Inhalt der Kommunikation ist also für jeden Mittelsmann einsehbar. Manche alternativen Clients (siehe oben) boten – meist über Plug-ins – Verschlüsselungsmethoden an. Eine Verschlüsselung war häufig nur möglich, wenn beide Kommunikationspartner denselben Client mit demselben Plug-in verwendeten. Ausnahmen bildeten Off-the-Record Messaging, das später für verschiedene Clients verfügbar war, und SSL-Verschlüsselung zwischen climm und Licq.

### Datenspeicherung
Aus einem internen Dokument, veröffentlicht auf „cryptome.org“, ging hervor, dass AOL die ICQ-Login-Daten bis zu 90 Tage speicherte.

“ICQ usage generates IP connection logs which are retained for up to 90 days.”